# Brut (média)
Pour les articles homonymes, voir Brut.
Brut (également typographié Brut.) est un média en ligne français fondé en novembre 2016 par Renaud Le Van Kim, Guillaume Lacroix, Laurent Lucas et Roger Coste.
Principalement destiné aux jeunes, Brut est essentiellement diffusé sur les réseaux sociaux et sous format vidéo ; des podcasts sont également disponibles. En 2021, Brut lance sa propre plateforme de vidéos, BrutX, qui sera remplacée par Brut. Club, une nouvelle offre.

## Historique
Brut est lancé le 16 novembre 2016 sur les réseaux sociaux Facebook et Twitter par Guillaume Lacroix, fondateur de Studio Bagel, et Renaud Le Van Kim, l'ancien producteur du Grand Journal de Canal+ d'où vient également le directeur des rédactions de Brut, Laurent Lucas. Ce nouveau média veut se distinguer des médias plus traditionnels et tenter de s’adapter aux jeunes utilisateurs de smartphones et de réseaux sociaux. Il existe déjà des médias de ce type à l'international comme BuzzFeed ou AJ+, mais, en France, peu d'acteurs sont alors présents sur ce marché. Renaud Le Van Kim a souvent mis en avant l'autonomie de ses journalistes, revendiquant l'absence, selon lui, de réelle ligne éditoriale pour le média.
Brut connaît tout de suite un réel succès avec, entre le lancement en novembre 2016 et février 2017, des vidéos visionnées plus de 100 millions de fois dont 29 millions pour le seul mois de février, et 6 mois après son lancement, déjà 80 millions de vues et une première place pour ce qui est de l'engagement par publication. À cette date, Brut ne gagne pas encore d'argent.
Depuis février 2017, la régie publicitaire de France Télévisions est chargée de monétiser l'audience, et certaines vidéos sont visibles sur le site et la chaîne France Info.
Depuis février 2019, Brut propose son contenu sur sa propre application mobile et sur son site internet et édite à cette date 1 000 vidéos chaque mois. En juillet 2024, Brut revendique 500 millions de spectateurs uniques par mois dans le monde, avec un contenu accessible dans 60 pays, et annonce une audience cumulée de 2 milliard de « vues » lors du mois de juillet 2024, toutes plates-formes confondues. 

### BrutX
Début avril 2021, Brut « lance une nouvelle offre payante, “BrutX”, […] nourrie de la production de documentaires “faits maison” mais aussi de quelques séries inédites ». La plateforme est disponible sur ordinateur, sur tablette, sur téléphone, sur la télévision, via les opérateurs Orange et Free, ou directement sur AppleTV, AndroidTV.
En octobre 2022, BrutX, la plateforme de streaming lancée par Brut, ferme ses portes à peine dix-huit mois après son introduction,. Depuis le 2 mai 2023, tant le site web que l'application mobile de BrutX ne sont plus accessibles.

### Interventions notoires
Le 4 décembre 2020, le président Emmanuel Macron est invité dans les locaux de Brut et accorde un entretien diffusé en direct sur la chaîne YouTube du média. Emmanuel Macron échange pendant 2 h 20 min avec deux journalistes et un historien au sujet d'enjeux sociaux majeurs d'actualité, notamment les violences policières et le lancement du projet Portraits de France,.
Le 8 avril 2022, Brut reçoit à nouveau le président Emmanuel Macron en direct, comme la plupart des candidats à l'élection présidentielle durant la campagne. Il est interrogé par le journaliste Rémy Buisine et l'historien Thomas Snégaroff sur différents thèmes, notamment la santé mentale et la précarité des étudiants, la crise des agriculteurs et l'écologie. 
En juin 2023, la première ministre Élisabeth Borne est invitée par la rédaction de Brut et répond en direct aux questions des journalistes Rémy Buisine et Canelle Sabourin. Durant l'interview, elle dévoile la « feuille de route du gouvernement pour la jeunesse » et des mesures tel que l'abaissement de l’âge minimum du permis de conduire. 

### Partenaire média du Festival de Cannes
En mars 2022, Brut et France TV deviennent partenaires médias officiels du Festival International du Film de Cannes pour une durée de 3 ans. Ce partenariat sera renouvelé fin 2024. 

### "Faut qu'on parle"
En novembre 2024, Brut a organisé l'initiative "Faut qu'on parle" en collaboration avec La Croix. Cet événement, adaptation française du concept "My Country Talks" lancé en Allemagne en 2017, a mis en relation des personnes aux opinions divergentes pour des conversations en face-à-face le 23 novembre. Les participants ont été associés via un algorithme basé sur leurs réponses à un questionnaire portant sur neuf sujets d'actualité. L'événement a recueilli plus de 6000 inscriptions avant sa date limite du 12 novembre. Les rencontres se sont déroulées dans un rayon de 30 km autour du domicile des participants. 
En juillet 2025, CMA Média annonce entrer en négociation exclusive pour l'acquisition de Brut. 

## Principe et internationalisation
Une soixantaine de personnes dont 40 journalistes au siège parisien travaillent pour Brut et produisent deux heures de direct diffusées sur Facebook Live et des courtes vidéos d'analyse et d'entretiens. Il est rapidement question d'une internationalisation, avec des éditions produites par le bureau parisien à destination du Royaume-Uni, de l'Inde et de la Chine, et par le bureau de New York à destination des États-Unis et du Mexique ; d'autres éditions sont en projet pour l'Afrique, le Japon, l'Allemagne, le Brésil et les États du Golfe,.
Les équipes de Brut s'adaptent aux formats des réseaux sociaux (Facebook, Twitter, Snapchat, Instagram notamment) pour bénéficier de leurs dynamiques et varient les formats avec du direct, des entretiens et des reportages très courts au montage rythmé, l'ensemble utilisant la vidéo dans un format carré adapté au mobile, avec une grande place accordée au commentaire textuel pour permettre une compréhension sans le son,. Selon Guillaume Lacroix, les fondateurs voulaient « créer un média qui soit un point d'entrée sur l'actualité pour toute une génération qui s'éloigne des acteurs traditionnels,, ». Selon Renaud Le Van Kim, 70 % de l'audience est âgée de moins de 35 ans. En effet, Brut vise clairement un public de 18–34 ans avec des sujets qui parlent aux Millennials, tels que la diversité, l'environnement ou encore les droits des femmes,.
La ligne éditoriale de Brut est jugée comme « se voulant progressiste » (écologie, féminisme, lutte contre l’homophobie ou accueil des migrants) par Le Monde et comme « s'adressant aux jeunes gens partageant une vision progressiste de la société » par Les Échos.

## Modèle économique et indépendance
Le média diffuse ses contenus gratuitement et est financé de trois manières différentes. La première est la production de contenus publicitaires pour des marques (Netflix, Société générale, Leboncoin, etc.) ou pour le gouvernement français, qui reprennent les codes des vidéos réalisées par Brut. La deuxième est une activité de publicité classique assurée en totalité par France Télévisions. La troisième est le conseil aux entreprises en matière de publicité.
Arrêt sur images pointe l'ambiguïté de plusieurs médias, dont Brut, quant à l'utilisation des mêmes codes pour les reportages et les publicités. Bien qu'il soit indiqué sur le site de Brut lorsque la « vidéo a été produite en partenariat avec une marque », le fait que cela ne soit pas spécifié dans la vidéo en elle-même limite la claire distinction entre publicité et reportage d'après l'article.
Un article du quotidien Le Monde montrait, en mai 2018, la dépendance de Brut au réseau social Facebook, sur lequel il diffusait la quasi-totalité de ses contenus. Brut s'est depuis diversifié, et passe par exemple en Chine des partenariats avec Toutiao (ByteDance-TikTok), Weibo, Youku, Pear Video et Tencent Video.
En septembre 2019, Brut signe un partenariat rémunéré avec Facebook pour produire des vidéos quotidiennes d'actualité sur le nouvel onglet Facebook Watch du réseau social.
En février 2022, Brut annonce s’associer à l'enseigne d'hypermarchés Carrefour pour lancer une plateforme dédiée à l'achat de produits grâce à des événements en ligne. Pour Marianne, cette collaboration est inédite et « brouille un peu plus les frontières entre information et contenus publicitaires ».
Début 2024, Brut annonce avoir pour la première atteint l'équilibre fin 2023. En juillet 2024, Brut annonce atteindre la rentabilité sur l'exercice,.
En 2023-2024, Brut a étendu ses activités aux services d'agence. L'entreprise a développé une expertise en planification stratégique et création de contenu adapté aux plateformes sociales. Ses équipes commerciales, souvent issues du secteur des agences, proposent désormais du conseil stratégique et de la gestion de projet. Brut se spécialise dans la connexion des marques à la culture digitale et l'organisation d'événements physiques générant du contenu pour les réseaux sociaux. En 2024, le marketing de contenu (brand content) représentait 40 % du chiffre d'affaires de Brut.

## Finance et actionnariat
Brut a fonctionné un temps grâce à l'investissement de ses cofondateurs Guillaume Lacroix et Renaud Le Van Kim, ainsi que du producteur Luc Besson (avec 39 % du capital en février 2017) à travers la société Together Studio de Renaud Le Van Kim. Brut a également réalisé une levée de fonds de 10 millions d'euros en 2018, auprès notamment de Xavier Niel, de Bpifrance (Banque publique d'investissement), du fonds NextWorld de Sébastien Lépinard et du fonds Cassius d'Emmanuel Seugé.
Fin octobre 2019, Brut annonce la levée de 40 millions de dollars auprès de différents investisseurs pour développer ses revenus aux États-Unis et ainsi rentabiliser ce marché, cette levée valoriserait la start-up française à près de 130 millions de dollars.
En décembre 2022, le média en ligne qui se trouve dans une mauvaise passe financière, doit procéder à des licenciements aux États-Unis et fermer son bureau au Mexique. Confronté à la nécessité de renflouer ses caisses, il parvient finalement à boucler une levée de fonds auprès de ses actionnaires existants (Xavier Niel, Bpifrance, James Murdoch via son fonds Lupa Systems, François-Henri Pinault via Artémis, la société de portefeuille contrôlée par la famille Pinault, ou encore le fonds Tikehau Capital). Est alors évoqué le fait que le milliardaire franco-libanais Rodolphe Saadé est en discussion avec le dirigeant de Brut, Guillaume Lacroix, afin de rentrer au capital de la société française.
En avril 2023, Brut annonce avoir bouclé une nouvelle levée de fonds de 40 millions d'euros auprès de deux nouveaux investisseurs : l’américain MoonPay et Rodolphe Saadé, PDG de l'armateur français CMA CGM.
Le 20 juin 2023, les collaborateurs du bureau new-yorkais de Brut apprennent la fermeture de celui-ci, les seize salariés et un free-lance sont licenciés. L'activité de Brut se poursuit aux États-Unis grâce à une équipe dédiée qui travaille depuis Paris.

## Controverses
Arrêt sur images pointe, en janvier 2019, le « silence » de Brut (aux côtés du Monde et de Télérama) sur les « accusations de violences sexuelles portées par plusieurs femmes à l'encontre du cinéaste Luc Besson », actionnaire de Brut, en contradiction avec la volonté du média, soulignée par son directeur des publications Laurent Lucas, de se « focalis[er] sur le féminisme, les luttes contre les discriminations, l’environnement et le traitement de la culture sous un prisme sociétal ». En février 2022, Arrêt sur images renouvelle ses critiques, en pointant l'existence de « partenariats » s'apparentant à du marketing de contenu avec l'association antispéciste L214, sans le mentionner aux internautes. Des contenus sont ainsi produits par Brut, sur la base de vidéos et de textes directement fournis par L214. Sébastien Arsac explique ainsi en interne que « l'idée c'est de prémâcher le travail à Brut en leur donnant que du bon, que des images qu'on veut potentiellement voir être diffusées ».

### Souffrance au travail
En novembre 2021, un article d'Arrêt sur images documente la souffrance au travail de plusieurs employés et ex-employés, ainsi que la pression et le mal-être généralisé au sein de l'entreprise. Écrite par une ancienne journaliste de Brut, cette enquête recueille douze témoignages attestant de surmenages ayant conduit à des arrêts de travail pour anxiété, aborde des lenteurs dans la gestion du harcèlement de la part d'un journaliste ainsi que certaines pratiques antisyndicalistes au sein du média. La mise en place d'un comité social et économique semble avoir permis de réduire une partie de la pression sur les salariés, toujours d'après cet article. 

## Parodie
Broute, émission créée par Bertrand Usclat et diffusée sur Canal+ de 2018 à 2022, est une parodie de Brut.